# Han Polman

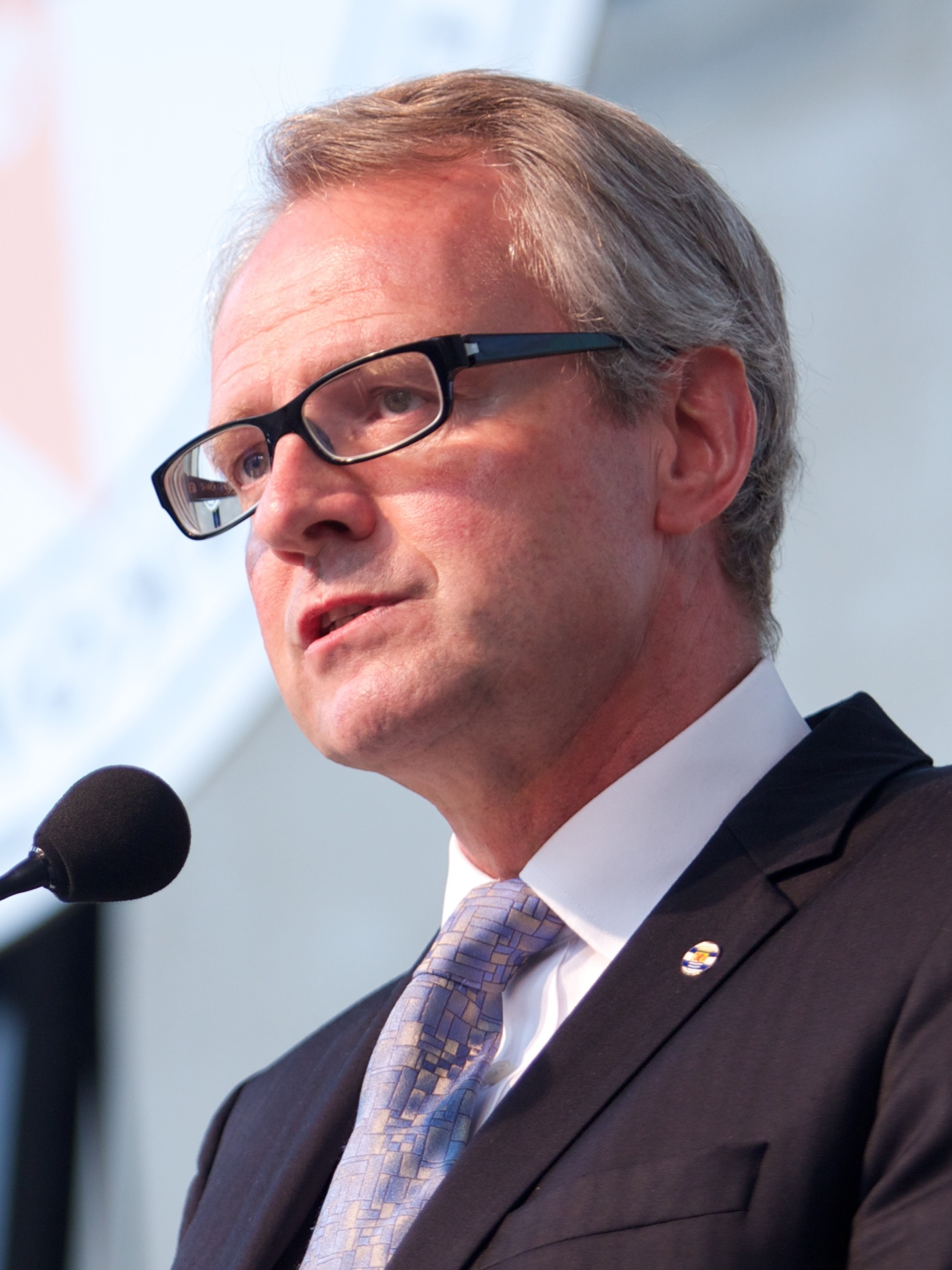
Han Polman

Johannes Marcellus Maria (Han) Polman (* 16. Januar 1963 in Ootmarsum) ist ein niederländischer Politiker der Partei D66. Er ist der heutige Kommissar des Königs der Provinz Zeeland.

## Leben
Polman studierte Verwaltungswissenschaft an der Universität Twente und arbeitete beim Ministerium für Inneres und Königreichsbeziehungen und der Gemeinde Vlaardingen.
Seine politische Laufbahn begann 1994, als er in den Gemeinderat von Den Haag gewählt wurde. 2001 wurde er Bürgermeister der (seit 2019 ehemaligen) Gemeinde Noordwijkerhout und 2005 Bürgermeister der Gemeinde Bergen op Zoom.
Seit dem 1. März 2013 ist er Kommissar des Königs der Provinz Zeeland, als Nachfolger von Karla Peijs.
Han Polman ist verheiratet und hat vier Kinder.